# Sweltsa wui
Sweltsa wui is een steenvlieg uit de familie groene steenvliegen (Chloroperlidae). De wetenschappelijke naam van de soort is voor het eerst geldig gepubliceerd in 2009 door Stark & Sivec.